# Fiorde Uummannaq

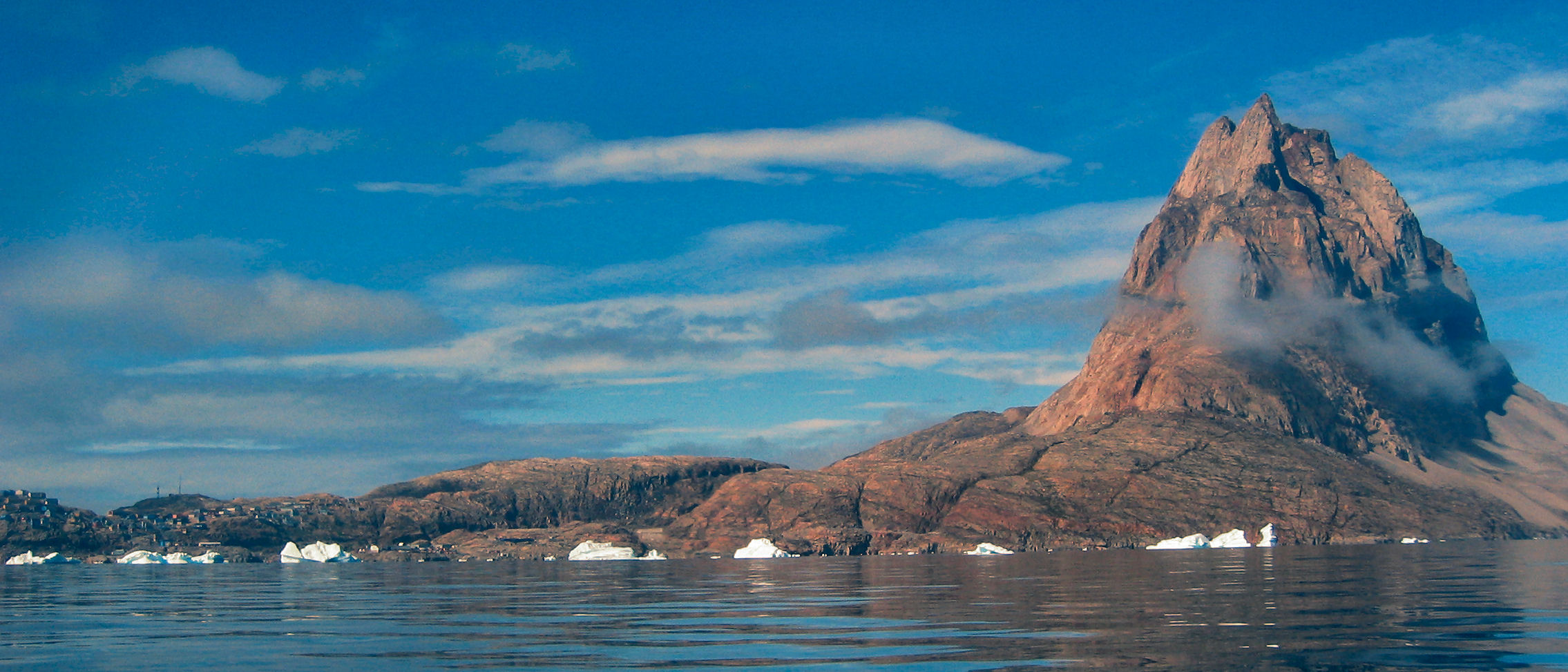
O monte Uummannaq (1170 m) visto do Fiorde Uummannaq

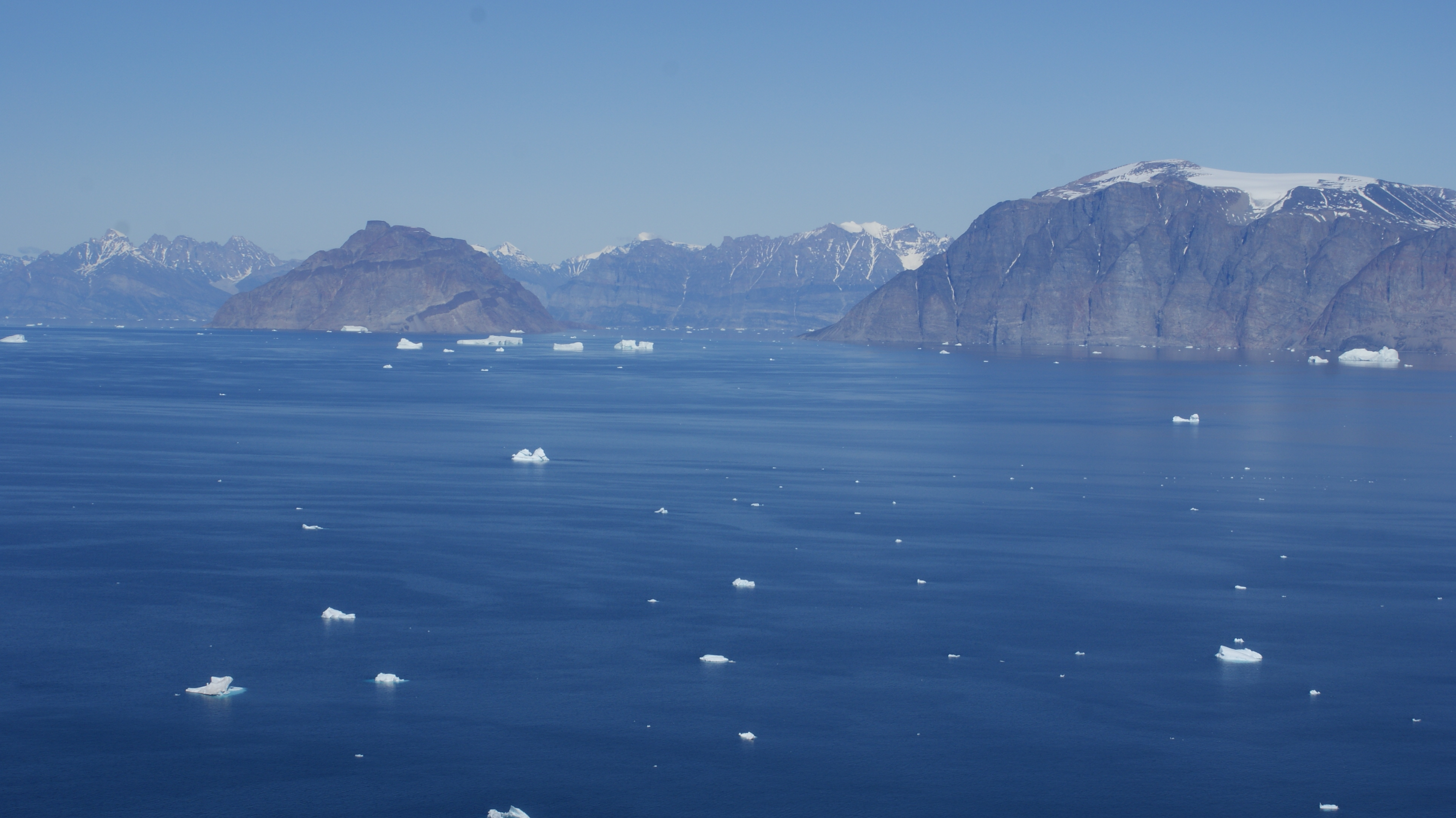
Vista aérea do fiorde Uummannaq

O Fiorde Uummannaq é um fiorde no oeste da Gronelândia. É uma enseada da Baía de Baffin, e separa a Península de Nuussuaq do resto da ilha. No fiorde há muitas ilhas, e numa delas fica a povoação de Uummannaq.